# Ӷ
Ӷ, ӷ — кирилична літера, утворена від Г. Позначає дзвінкий гортанний фрикативний [ɦ] (як українське г). Цю літеру використовують в ескімоських юїтських мовах, кетській та нівхській мовах, де вона займає 5-ту позицію в абетках. Також вона присутня в абхазькій абетці, де є сьомою за порядком. У правописі Гатцука відповідала сучасній ґ.

## Див. Також
- Г
- Ғ